# Simbabwische Fußballnationalmannschaft der Frauen/Olympische Spiele

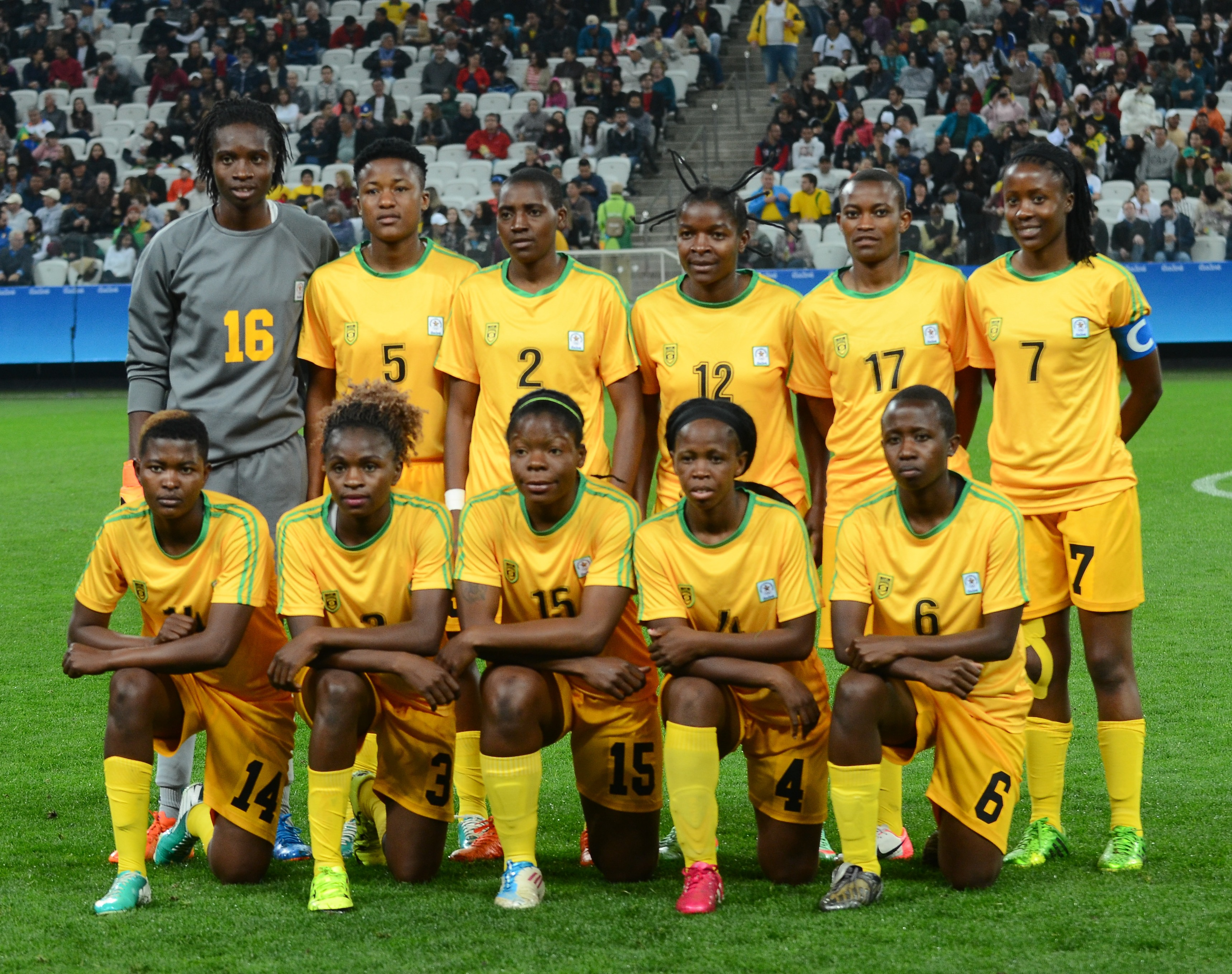
Die simbabwische Mannschaft vor ihrem Auftaktspiel bei den Olympischen Spielen 2016 gegen Deutschland

Der Artikel beinhaltet eine ausführliche Darstellung der simbabwischen Fußballnationalmannschaft der Frauen bei den Olympischen Sommerspielen. Simbabwe konnte sich erstmals für das Turnier der Frauen bei den Olympischen Spielen 2016 qualifizieren. Für die Mannschaft war es die erste Teilnahme an einem interkontinentalen Turnier. Zwar gelang den Afrikanerinnen in jedem Spiel ein Tor, mit einer Gesamttordifferenz von −12 liegen sie aber auf dem letzten Platz der ewigen Rangliste.

## Die Nationalmannschaft bei den Olympischen Spielen

### Übersicht
| Olympische Spiele in | Teilnahme bis …    | Gegner                               | Ergebnis | Trainer/in      | Bemerkungen und Besonderheiten |
| -------------------- | ------------------ | ------------------------------------ | -------- | --------------- | --- |
| Atlanta 1996         | nicht teilgenommen |                                      |          |                 | Simbabwe nahm nicht an der Afrikameisterschaft 1995 teil, durch die sich die afrikanischen Mannschaften zunächst für die WM 1995 und dort für die Olympischen Spiele qualifizieren konnten. |
| Sydney 2000          | nicht teilgenommen |                                      |          |                 | Simbabwe nahm nicht an der Afrikameisterschaft 1998 teil, durch die sich die afrikanischen Mannschaften zunächst für die WM 1999 und dort für die Olympischen Spiele qualifizieren konnten. |
| Athen 2004           | nicht qualifiziert |                                      |          |                 | In der Qualifikation an Angola gescheitert, das sich aber ebenfalls nicht qualifizieren konnte.                                                                                             |
| Peking 2008          | nicht qualifiziert |                                      |          |                 | In der Qualifikation an Südafrika gescheitert, das sich aber ebenfalls nicht qualifizieren konnte.                                                                                          |
| London 2012          | nicht teilgenommen |                                      |          |                 | Simbabwe nahm nicht an der Qualifikation teil. |
| Rio de Janeiro 2016  | Vorrunde           | Deutschland, Deutschland, Australien |          | Shadreck Mlauzi | Als einzige Mannschaft mit 3 Niederlagen ausgeschieden |
| Tokio 2020           | nicht qualifiziert |                                      |          |                 | Nach einer 0:5-Auswärtsniederlage in der 2. Runde der Qualifikation gegen Sambia trat die Mannschaft wegen ausgebliebener Zahlungen zum Rückspiel nicht an.                                 |
| Paris 2024           | nicht zugelassen   |                                      |          |                 | Simbabwe wurde am 22. Februar 2022 von der FIFA suspendiert und durfte daher nicht an der Qualifikation teilnehmen.                                                                         |

## Die Turniere

### Olympia 1996 in Atlanta
Für das erste olympische Fußballturnier der Frauen waren neben Gastgeber USA nur die weiteren sieben besten Mannschaften der WM 1995 bzw. Brasilien für die nicht startberechtigten Engländerinnen qualifiziert. Da Südafrika bei der inoffiziellen Afrikameisterschaft 1995, die als Qualifikation für die WM diente nur den zweiten Platz belegte und sich nur der Afrikameister für die WM qualifizierte, hatte die Mannschaft keine Möglichkeit, sich dort für die Olympischen Spiele zu qualifizieren.

### Olympia 2000 in Sydney
Auch an der ersten offiziellen Afrikameisterschaft 1998 nahm die Mannschaft aus Simbabwe ebenfalls nicht teil und da neben dem Gastgeber Australien wieder nur die sieben besten Mannschaften der WM 1999 für die Olympischen Spiele qualifiziert waren, konnte sich Simbabwe erneut nicht für die Olympischen Spiele qualifizieren.

### Olympia 2004 in Athen
Für das dritte olympische Frauenfußballturnier wurden den Kontinentalverbänden erstmals Startplätze zugeteilt, die diese in speziellen Qualifikationen verteilten. In Afrika wurde diese in vier Runden mit Hin- und Rückspielen ausgetragen. Nachdem Simbabwe im Jahr 2000 erstmals ein Frauenländerspiel ausgetragen und sich damit für die Afrikameisterschaft 2000 qualifiziert hatte, nahm die Mannschaft nun erstmals an der Olympiaqualifikation teil, musste aber erst in der zweiten Runde der Qualifikation eingreifen und traf im Herbst 2003 auf Angola. Nach einem torlosen Remis im Heimspiel stand es auch im Auswärtsspiel nach 90 Minuten 0:0. In der dann folgenden Verlängerung gelang Angola das 1:0. Die Mannschaft scheiterte dann in der nächsten Runde an Südafrika, das seinerseits in der Finalrunde an Nigeria scheiterte.

### Olympia 2008 in Peking
Für das Turnier in Peking musste sich Simbabwe diesmal in einer über drei Runden laufenden Qualifikation qualifizieren. In der ersten Runde sollte die Mannschaft gegen Guinea spielen, aber aufgrund politischer Unruhen in Guinea kam es nicht dazu und Simbabwe kampflos eine Runde weiter. In dieser verloren sie gegen Südafrika mit 1:2 und 2:3. Südafrika scheiterte dann in der dritten Runde an Ghana und Nigeria.

### Olympia 2012 in London
An der Qualifikation für das Turnier in London nahm Simbabwe dann nicht teil.

### Olympia 2016 in Rio de Janeiro
Für das Turnier in Rio de Janeiro konnte sich Simbabwe dann erstmals qualifizieren. Beim wieder über vier Runden laufenden Turnier hatten sie ein Freilos in der ersten Runde. In der zweiten Runde verloren sie zunächst in Sambia mit 1:2, gewannen dann aber das Rückspiel mit 1:0, wodurch sie aufgrund der Auswärtstorregel eine Runde weiterkamen. In dieser sollten sie gegen die Elfenbeinküste antreten. Sie traten aber zum Hinspiel in der Elfenbeinküste nicht an und somit wurde das Spiel mit 3:0 für die Ivorerinnen gewertet. Diese traten ihrerseits nicht zum Rückspiel in Simbabwe an und Simbabwe kam dadurch eine Runde weiter. In der letzten Runde verloren sie zunächst in Kamerun mit 1:2, gewannen dann aber das Rückspiel mit 1:0, wodurch sie aufgrund der Auswärtstorregel für die Olympischen Spiele qualifiziert waren. Simbabwe wurde in die Gruppe mit Europameister Deutschland, Australien und Kanada gelost. Gegen den späteren Goldmedaillengewinner Deutschland starteten die Afrikanerinnen mit einer 1:6-Niederlage, verloren dann gegen Kanada mit 1:3 und gegen Australien nochmals mit 1:6. Damit schieden sie als Gruppenletzte aus, hatten aber bei ihrer ersten Teilnahme in jedem Spiel ein Tor erzielt.

### Olympia 2020 in Tokio
Für das Turnier in Tokio konnte sich Simbabwe dann nicht qualifizieren. Beim über fünf Runden laufenden Turnier hatten sie ein Freilos in der ersten Runde. In der zweiten Runde mussten sie gegen Sambia antreten. Nach einer 0:5-Auswärtsniederlage trat die Mannschaft wegen ausgebliebener Zahlungen zum Rückspiel nicht an. Sambia wurde zum Sieger erklärt und konnte sich dann letztlich erstmals für das olympische Fußballturnier qualifizieren.

### Olympia 2024 in Paris
An der afrikanischen Qualifikation durfte Simbabwe nicht teilnehmen, da der Verband am 22. Februar 2022 von der FIFA suspendiert wurde.

## Statistiken

### Bilanz gegen die Olympiasieger bei Olympischen Spielen
- Deutschland: 1 Spiel – 1 Niederlage – 1:6 Tore
- Kanada: 1 Spiel – 1 Niederlage – 1:3 Tore
- USA: 0 Spiele
- Norwegen: 0 Spiele

## Spiele
| Nr. | Datum      | Ergebnis  | Gegner      | Austragungsort  | A/H/* | Anlass   | Bemerkung                                                               |
| --- | ---------- | --------- | ----------- | --------------- | ----- | -------- | ----------------------------------------------------------------------- |
| 1   | 03.08.2016 | 1:6 (0:2) | Deutschland | São Paulo (BRA) | *     | Vorrunde | Erstes Spiel gegen Deutschland und bei einem interkontinentalen Turnier |
| 2   | 06.08.2016 | 1:3 (0:3) | Kanada      | São Paulo (BRA) | *     | Vorrunde | Erstes Spiel gegen Kanada                                               |
| 3   | 09.08.2016 | 1:6 (0:3) | Australien  | Salvador (BRA)  | *     | Vorrunde | Erstes Spiel gegen Australien                                           |

Die drei Niederlagen sind die höchsten gegen diese Länder, da die bisher einzigen Spiele.

## Rekorde
Einzige Mannschaft neben Kanada, die in jedem Spiel mindestens ein Tor erzielte.